# Adana Demirspor
El Adana Demirspor Kulübü, más conocido como Adana Demirspor, es un equipo de fútbol de Turquía que juega en la TFF Primera División, la segunda liga de fútbol más importante del país.
Fue fundado en el año 1940 en la ciudad de Adana.

## Estadio

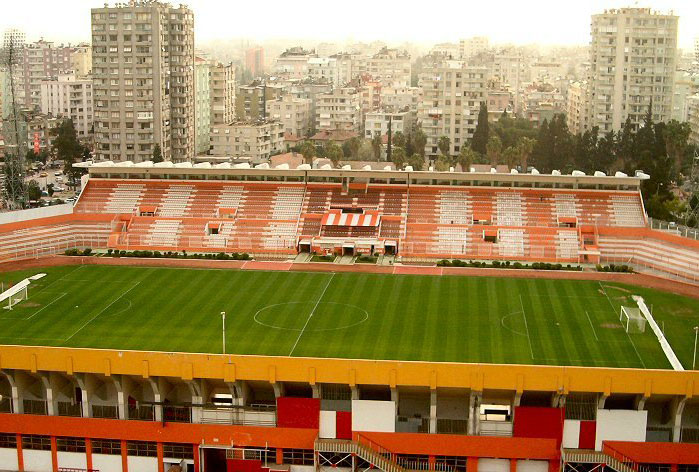
Estadio Adana 5 Ocak

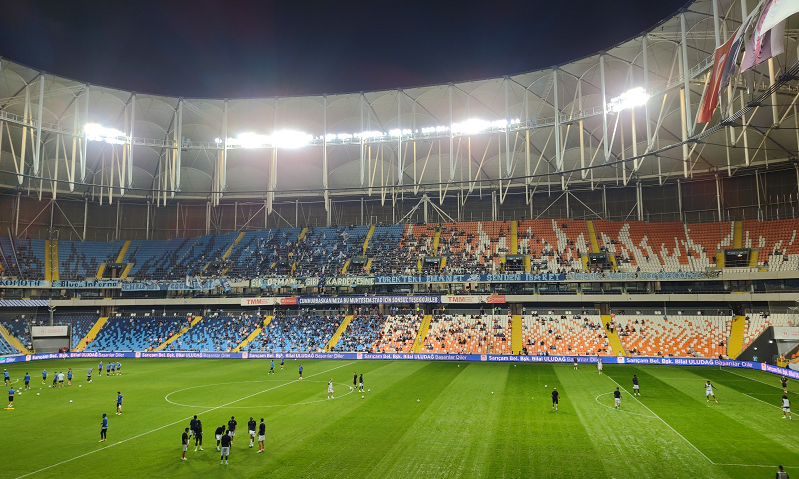
Nuevo Estadio de Adana

A partir de febrero de 2020, juega sus partidos en el Nuevo Estadio de Adana.
Estadios utilizados
| # | Estadio                | Años      | Capacidad |
| - | ---------------------- | --------- | --------- |
| 1 | Estadio Adana 5 Ocak   | 1938–2020 | 15,358    |
| 2 | Nuevo Estadio de Adana | 2021      | 35,000    |

## Jugadores

### Jugadores destacados
🇮🇹 Mario Balotelli
🇹🇷 Yunus Akgun
🇵🇹 Nani

## Palmarés
- Second Tier (1.Lig) (4): 1972–73, 1986–87, 1990–91, 2020–21
- Third Tier (2.Lig) (1): 2001–02,[2]
- Turkish Amateur Football Championship (1) : 1954[3]
- Adana League (16) (récord): 1942–43, 1943–44, 1944–45, 1945–46, 1946–47, 1947–48, 1948–49, 1949–50, 1950–51, 1951–52, 1952–53, 1953–54, 1954–55, 1956–57, 1957–58, 1958–59[4]

## Participación en competiciones de la UEFA
| Temporada | Torneo                        | Ronda             | Club     | Casa | Visita | Global      |  |
| --------- | ----------------------------- | ----------------- | -------- | ---- | ------ | ----------- |  |
| 2023–24   | UEFA Europa Conference League | 2° Clasificatoria | CFR Cluj | 2–1  | 1–1    | 3–2         |  |
| 2023–24   | UEFA Europa Conference League | 3° Clasificatoria | Osijek   | 5–1  | 2–3    | 7–4         |  |
| 2023–24   | UEFA Europa Conference League | Playoff           | Genk     | 1–0  | 1–2    | 2–2 (4–5 p) |  |